# Diario de Barcelona
El Diario de Barcelona —renombrado en varias épocas como Diari de Barcelona— fue un periódico español editado en Barcelona, con algunas interrupciones, entre 1792 y 2009. Se publicó en papel hasta 1994 y en edición digital hasta 2009. Conocido popularmente como «El Brusi», llegó a ser considerado el periódico decano de la prensa europea. Ha sido calificado como el periódico «más importante de la historia de Cataluña» o el «primer verdadero diario» de Barcelona.

## Historia
Fue fundado por Pedro Husson de Lapazaran, publicando su primer número el 1 de octubre de 1792. Husson de Lapazaran, un impresor de origen napolitano, obtuvo ese año los permisos gubernativos para publicar el Diario de Barcelona. Estaba redactado en idioma español y ejercía las funciones de un tipo de diario oficial.
La publicación comenzó una nueva etapa en enero de 1808, continuación de la anterior. El 18 de octubre de 1809 el impresor Husson de Lazaparan se vio obligado por las autoridades españolas a ceder los derechos de publicación del Diario de Barcelona a Antonio Brusi, bajo la acusación de ser un «afrancesado». Durante la etapa francesa del diario, entre 1810 y 1813, quedó bajo control de editores favorables a la administración napoleónica, y se publicó con una edición en doble columna en francés y catalán. 
Después de la Guerra de la Independencia, en 1814 la explotación del Diario de Barcelona volvió a manos de Antonio Brusi, y en años posteriores administrada por su hijo Antonio Brusi y Ferrer, motivo por el cual se le denominaba popularmente como El Brusi. Entre 1831 y 1839 Joaquín Roca y Cornet fue redactor único del diario.
El diario adoptó una ideología monárquica y liberal-conservadora; una posición que, si en un primer momento garantizaba su continuidad, a la larga, cuando la censura de prensa disminuyó, le hizo perder influencia. Desde el punto de vista del idioma, en aquella época[¿cuándo?] el diario, sin contar algunas poesías en catalán, se publicó en español, como gran parte de la prensa catalana de la época. Muchos escritores en catalán, escribieron sus artículos en español, entre ellos Joan Maragall. 
Con la relajación de la censura de prensa y la aparición de otros diarios barceloneses —como La Publicidad (1878), El Diluvio (1879), La Vanguardia (1881) o El Noticiero Universal (1888)—  se rompió el predominio que hasta entonces había disfrutado el Diario de Barcelona. Este cambio de tendencia se vio claramente cuando en 1906 el director de la publicación, el mallorquín Miguel de los Santos Oliver, pasó a dirigir el diario La Vanguardia. No obstante, el periódico fue aumentando considerablemente su presencia entre el público barcelonés. Si en 1888 tenía una tirada de 8.000 ejemplares, esta pasó a 19.000 en 1918 y a 50.000 ejemplares en 1927.
Durante la Primera Guerra Mundial la publicación mantuvo una línea editorial germanófila.
El Diario de Barcelona, que hasta 1923 había sido una empresa eminentemente familiar, pasó a quedar bajo el control de una sociedad anónima recién constituida: la «Editorial Barcelonesa»; a partir de 1942 esta cambió el nombre y el diario pasó a depender de la «Editorial Barcelonesa de Publicaciones».
Durante el periodo de la Segunda República mantuvo una línea editorial conservadora y monárquica, cercana a la CEDA.
Tras el estallido de la Guerra civil fue incautado por Estat Català y transformado en órgano del partido, siendo publicado en catalán. El 22 de julio salió a la calle bajo el nuevo formato, titulado Diari de Barcelona y con el subtítulo «Portantveu d'Estat Català». Estaba bajo la dirección de Marcelino Perelló. Estat Català mantuvo el control de las instalaciones del diario al menos hasta mediados de 1937. Tras ser expulsados, se editaría nuevamente como Diario de Barcelona, si bien dejaría de editarse ese mismo año.
Al final de la contienda fue devuelto a sus antiguos propietarios. Hacia 1940 era uno de los cinco diarios que se editaban en Barcelona, junto a La Vanguardia, El Correo Catalán, La Prensa y Solidaridad Nacional. Durante la Dictadura franquista fue uno de los principales periódicos de la ciudad condal. Sin embargo, tras la muerte del dictador la publicación entró en crisis. Tras un periodo bajo la dirección del periodista Antonio Alemany (1977-1979), en diciembre de 1979 se nombró a Julio Merino nuevo director. Sin embargo, durante los siguientes meses el diario continuó perdiendo un gran número de lectores, hasta llegar a tener una difusión de tan sólo 7000 ejemplares.
En junio de 1980 el diario anunció la suspensión de pagos, y un mes más tarde dejó de publicarse. Volvería a salir a la calle el 21 de octubre de ese año, autogestionado por los trabajadores y en edición bilingüe. Este experimento se mantuvo hasta su cierre en 1984. Al año siguiente el Ayuntamiento de Barcelona adquirió la publicación, cediéndola a continuación al Grupo Zeta. El Diario de Barcelona volvería a salir a la calle en 1986, aunque editado íntegramente en catalán.
Tras producirse diversos cambios en el accionariado, la empresa editora quedó en manos de la Organización Nacional de Ciegos de España (ONCE). La posterior decisión de la ONCE de deshacerse de sus participaciones en prensa escrita para centrarse en la comunicación audiovisual permitió que los hermanos Dalmau, editores del diario leridano La Mañana, se hicieran con el control del "Brusi" en una operación que los trabajadores del rotativo consideraron fraudulenta. Pocos meses después de haberla remodelado, los nuevos titulares cerraron la publicación, a la que habían rebautizado como «Nou Diari» y habían dotado de ediciones en distintas poblaciones catalanas. La declaración de insolvencia de los Dalmau dejó a los empleados sin cobrar diversas nóminas ni ningún tipo de indemnización. No fue hasta trece años después, en 2007, que la justicia condenó a los últimos propietarios de Diario de Barcelona a pagar sus viejas deudas con los trabajadores. Como publicación en internet, Diari de Barcelona fue propiedad del Ayuntamiento de Barcelona, ya que la administración local nunca dejó de poseer una pequeña participación que le daba derecho a mantener la titularidad del nombre del periódico. El 31 de julio de 2009 Diario de Barcelona cerró definitivamente después de 217 años de historia.

## Fondo
Parte de su fondo se conserva en el Archivo Fotográfico de Barcelona. El fondo recopila unas 281.700 fotografías (aproximadamente) generadas para ilustrar las noticias publicadas en el Diario de Barcelona. La temática es muy variada e incluye acontecimientos de ámbito mundial, políticos, sociales, culturales, religiosos y deportivos. Un volumen importante de fotografías corresponde a los últimos cincuenta años del diario. Muchas son imégenes de agencia con texto incorporado. El conjunto representa una fuente interesante para el estudio de la historia del siglo XX.
Por lo que respecta al fondo de documentos gráficos, el Archivo Histórico de la Ciudad de Barcelona (AHCB) custodia dibujos originales procedentes del Diario de Barcelona, con trabajos de Alfons López (1950), Arnaud Dombre Arno (1961-1996), Juan Carlos Azagra Azagra (1957) Bolinaga, Alfonso Cerón Núñez (1928), Francesc Vila Rufas, Cesc (1927-2006),  Miquel Ferreres i Duran (1950), José Luis Florit Rodero (1909-2000), Pedro Garcia Lorente (1920), Lluís Miracle Lavilla (1956), Pere Olivé Zaragoza (1941), Miguel Trallero Gargallo, Ximem y hasta 36 autores, con dibujos realizados en el periodo comprendido entre los años 1944 y 1984.
En 2013 se habían llegado a identificar y clasificar hasta 7.745 dibujos. De este importante conjunto de dibujos originales cabe destacar la muy abundante producción de Alfonso Cerón, con 2.986 dibujos y la de Cesc, con 2.539, el 71,3% del total de dibujos del fondo del Diario de Barcelona. A distancia se sitúan Trallero con un inventario de 429, Pere Olivé con 319, Pedro García Lorente con 307, Arno con 275 y Lluís Miracle con 223. 
Del análisis de esta extensa documentación gráfica depositada en el AHCB se derivan numerosas temáticas relacionadas con las finanzas, la acción del gobierno, la política internacional, el turismo, el mercado común, el gasto público, la reforma agraria, el transporte, las elecciones, la seguridad ciudadana, las obras y el urbanismo, el desarmamento, los jóvenes, los bancos, el tráfico,... Este conjunto de temáticas conforman una notable muestra de la producción de algunos de los principales dibujantes que, con sus historietas diarias, han ilustrado los acontecimientos más importantes de un amplio periodo de nuestra reciente historia: la postguerra, el franquismo, la transición y la democracia.
A modo de ejemplo, Cerón realizó dibujos de humor de carácter político para el Diario de Barcelona, entre 1964 y 1980, la gran mayoría en la sección propia titulada “Cerón lo ha visto así”, con sátira de ámbito internacional, pero también nacional y local. Otro de los representantes destacados del fondo del Diario de Barcelona, el dibujante y pintor Francesc Vila i Rufas conocido como Cesc, se inició en 1952 en este diario, donde dibujó una viñeta diaria en la sección propia “La vida en broma”. De esta amplia labor, el AHCB conserva 2.539 originales, un conjunto de imágenes irónicas y tiernas pero también impactantes, que se convierten en un retrato de la ciudad y del país de la década 1952-1962.
La colección de dibujos originales para el Diario de Barcelona, junto con el archivo, la hemeroteca del diario y su cabecera, fueron adquiridas por el Ayuntamiento de Barcelona en 1984.
En la actualidad, la versión digital está activa y gestionada por estudiantes de la Universidad Pompeu Fabra (UPF), gracias a un acuerdo con el Ayuntamiento de Barcelona, propietario del dominio web.